# Baturité
Baturité est une municipalité brésilienne de l'État du Ceará.

## Personnalités liées
- Nilto Maciel (1945-2014), écrivain brésilien y est né.